# Zineb Triki
Pour les articles homonymes, voir Triki.
Zineb Triki est une actrice franco-marocaine, née le 8 juin 1980 à Casablanca, Maroc,.

## Biographie
Zineb Triki est née le 8 juin 1980 à Casablanca, Maroc.
Elle quitte le Maroc à quinze ans et fait ses études en France et au Canada : elle obtient d'abord un bachelor en science politique.
Elle suit des stages dans le domaine du journalisme et dans les relations internationales à New York.
Par la suite, elle obtient un master en production audiovisuelle et poursuit une formation artistique, à Paris, à partir de 2009.
Elle parle couramment le français, l’anglais et l’arabe.
Elle acquiert la nationalité française par naturalisation le 12 novembre 2015.

## Carrière
De 2015 à 2020, elle joue le rôle de Nadia El Mansour dans les cinq saisons de la série télévisée Le Bureau des légendes,.
En 2020, elle joue le rôle de la juge Haziq Qadir dans la saison 8 d'Homeland.
En janvier 2023 (date de première diffusion sur France 2), elle joue l'un des rôles principaux de la mini-série policière de science-fiction Vortex, celui de Parvana Rabani Béguin, la seconde épouse du héros Ludovic Béguin (interprété par Tomer Sisley).

## Filmographie

### Cinéma

#### Longs métrages
- 2016 : La Marche verte (Al Massira) de Youssef Britel : Massira
- 2017 : Les Grands Esprits d'Olivier Ayache-Vidal : Agathe Kaufman
- 2017 : De toutes mes forces de Chad Chenouga : La mère de Nassim
- 2019 : Le meilleur reste à venir de Matthieu Delaporte et Alexandre de La Patellière : Randa Ameziane
- 2019 : La Lutte des classes de Michel Leclerc : La mère d'Inès et Nawel
- 2021 : Arthur Rambo de Laurent Cantet : Eva Louise
- 2023 : Sexygénaires de Robin Sykes : Manon Weber
- 2025 : Les Aigles de la République de Tarik Saleh : Suzanne

#### Courts métrages
- 2007 : 14h05 de Nasha Gagnebin : La femme indienne
- 2009 : The Misaventures of Franck and Martha de Felix Pineiro : Rat
- 2013 : Deux fenêtres de Nicolas Ducray et Diako Yazdani : Tabatha [4]
- 2021 : Les Vertueuses de Stéphanie Halfon : Myriam
- 2023 : La Cour des grands de Claire Barrault : Leïla Al Bachir
- 2023 : Bambino de Claire Patronik : Siham

### Télévision

#### Séries télévisées
- 2015-2020 : Le Bureau des légendes d'Eric Rochant : Nadia El Mansour
- 2016-2017 : Glacé (mini-série) : Charlène
- 2018 : Riviera, saison 2, épisode 10 L'Eau et le feu (Water and Fire) de Hans Herbots : Inspectrice Martin
- 2019 : The Attaché : Raåna
- 2020 : Homeland, saison 8, épisode 7 Fucker Shot Me de Lesli Linka Glatter : Juge Haziq Qadir
- 2022 : Notre-Dame, la part du feu (mini-série) : Sherine
- 2023 : Vortex (mini-série) : Parvana Béguin
- 2023 : Ghosts of Beirut (en) (mini-série) : Wafa

#### Téléfilm
- 2021 : Intraitable de Marion Laine : Loubna Tazaïrt

## Distinctions

### Récompenses
- International Festival of Local Televisions (IFoLT) 2023 : meilleure actrice[9] pour La Cour des grands